# وینتیکینکو دو مایو پرتیدو
وینتیکینکو دو مایو پرتیدو (به اسپانیایی: Veinticinco de Mayo Partido) یک سکونتگاه مسکونی در آرژانتین است که در استان بوئنوس آیرس واقع شده‌است.